# Pepper Dennis
Pepper Dennis ist eine US-amerikanische Fernsehserie mit Rebecca Romijn in der Rolle der namensgebenden Hauptfigur, welche am 4. April 2006 ihre Premiere beim Sender The WB feierte. Die Serie besteht aus 13 Folgen in einer Staffel, da die Serie nach der Zusammenlegung der Sender UPN und The WB zu The CW vom Fusionssender nicht übernommen wurde (da dieser nur Programme seiner Besitzerstudios CBS Studios und Warner Bros. sendet).

## Inhalt
Die Serie handelt vom Leben der TV-Reporterin Pepper Dennis und deren Arbeit für eine abendliche Nachrichtensendung beim fiktiven Fernsehsender WEiE.

## Besetzung
- Rebecca Romijn als Pepper Dennis (Patty Dinkle)
- Brooke Burns als Kathy Dinkle Williams
- Josh Hopkins als Charlie Babcock
- Lindsay Price als Kimmy Kim
- Rider Strong als Chick Dirka